# عسل‌خوار روتوما
عسل‌خوار روتوما (نام علمی: Myzomela chermesina) نام یک گونه از سرده عسل‌خوارهای کوتوله است.